# Chile en polvo
La pimienta roja, pimienta de Cayena —llamada así por la ciudad de Cayena, en la Guayana Francesa—, cayena, chile en polvo, ají en polvo o ají molido es el polvo resultante de la molienda de los frutos de una o varias especies de Capsicum —chile o ají—, previamente secados. Como todos los ajíes, tiene en común su sabor picante, debido a compuestos químicos variados, llamados capsaicinnoides. Se llama "pimienta" al ají en polvo, ya que su picante recuerda al picor de las semillas de la especie Piper nigrum, llamada con propiedad pimienta, negra, verde o blanca, aunque carece por completo de relación alguna con la pimienta de cayena o las especies capsicum, ya que se trata de especies distintas. En efecto, su pungencia proviene de la capsaicina a diferencia de la pimienta que es proporcionada por la piperina.
El merkén chileno es muy similar, mas es preparado con un tipo de ají autóctono y ahumado de ese país llamado "cacho de cabra".

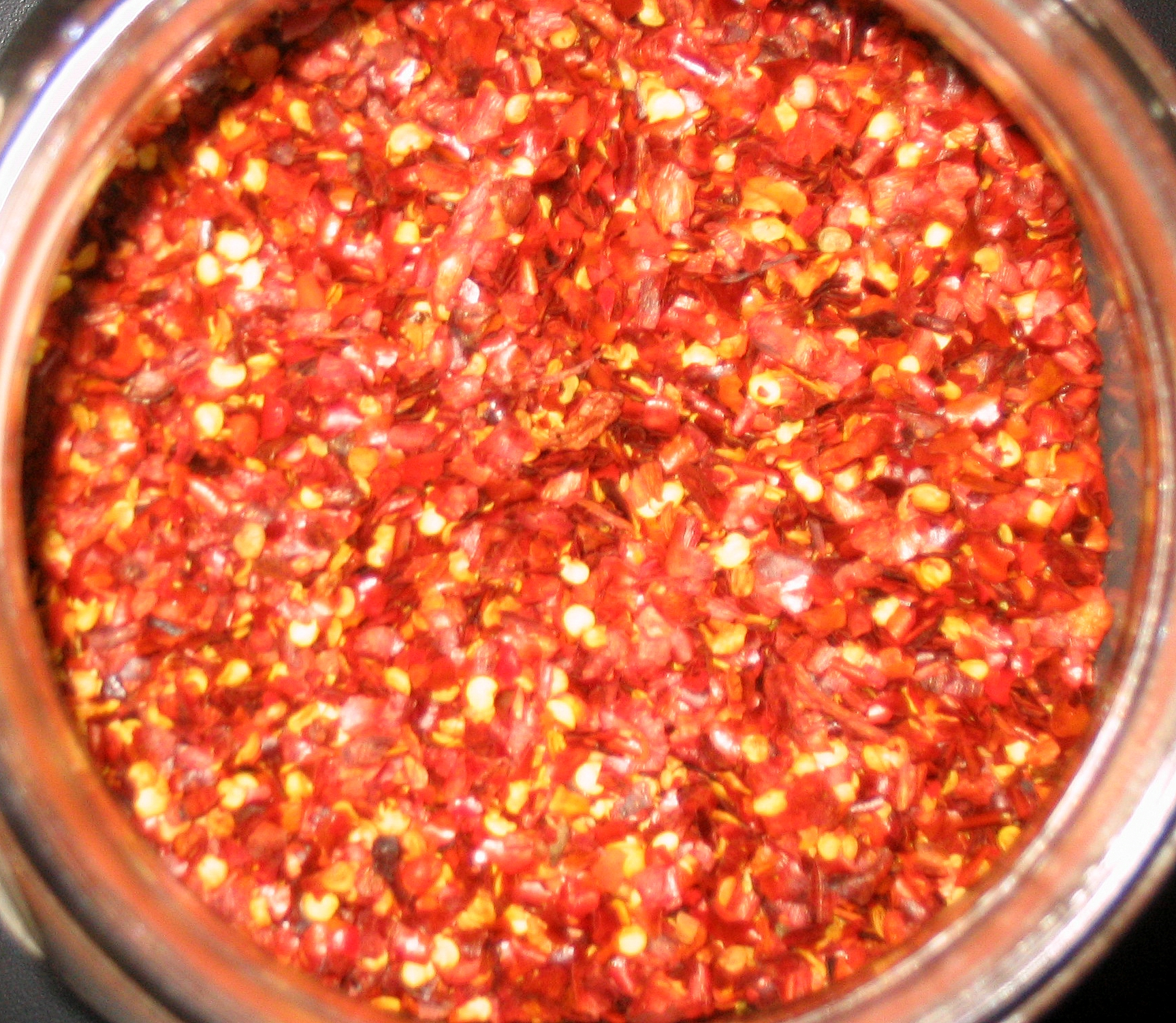
Pimienta de Cayena molida gruesa.

## Historia
La confusión acerca de la naturaleza de la “pimienta” de Cayena se remonta a la época de la conquista de América. Uno de los más preciados bienes que esperaban obtener los españoles de la ruta occidental hacia las Indias eran las especias, cuyo tráfico a través del Mar Rojo estaba impedido tras la toma de Constantinopla por los turcos. Creyendo aún que había alcanzado las costas asiáticas, Colón probó los frutos de alguna especie de chile y lo tomó por “pimienta en vainas, […] muy fuerte, pero no con el sabor de Levante”. El error llevó también a que en España se llame pimiento a las variedades importadas de este fruto, mientras que en América conservan aún el nombre de ají, morrón o chile —del náhuatl chilli—.

## Usos
Varias especies se emplean de esta manera para producir un aderezo de sabor fuerte, algo amargo, ligeramente ahumado y muy picante —entre 30 000 y 50 000 unidades en la escala Scoville—; las más usuales son Capsicum baccatum, Capsicum frutescens y Capsicum chacoense.  La especie Capsicum chinense, que produce las variedades más picantes, generalmente no se utiliza de este modo.

## Propiedades
El picor que produce la pimienta de Cayena se debe a varios alcaloides, la capsaicina (8-metil-N-vanillil-6-nonenamida, C18H27NO3) y otros compuestos similares, que estimulan los receptores de calor y dolor de la epidermis, provocando así una irrigación sanguínea más intensa. En respuesta a la irritación, el cerebro segrega endorfinas, un opiáceo natural que provoca una sensación de bienestar y satisfacción. La capsaicina tiene también efecto sialagógico; es decir, estimula la secreción de saliva, lo que facilita la digestión.
La diferente proporción de los capsaicinoides en las distintas especies de chile —ají— es la responsable de los distintos efectos que estos provocan. Los alcaloides se producen en las glándulas que se ubican junto al pedúnculo del fruto, y se concentran en las membranas internas y las semillas; las moliendas que emplean estas últimas son, por lo tanto, más fuertes que las realizadas solo a base de la pulpa. La pimienta de Cayena también es una fuente importante de vitamina C, aunque su efecto es desdeñable a las dosis en que se consume habitualmente.
La cocina asiática —en especial la indonesia, la tailandesa y la hindú— adoptó rápidamente la pimienta de Cayena tras su introducción por los europeos.

## Usos medicinales
El fruto de la especie Capsicum annuum ha sido utilizado en medicina durante siglos y, recientemente, se ha demostrado científicamente que estimula la producción de endorfinas en el cuerpo humano.
Tradicionalmente se ha utilizado para los siguientes problemas de salud:
- Dolor de estómago y flatulencias.
- Mala circulación de la sangre.
- Dolores reumáticos y artríticos.[1]
- Dolor de cuello o de garganta.

Aunque las dosis contenidas en la pimienta de Cayena no conllevan riesgos, la capsaicina provoca irritación, inflamación y hasta lesiones por quemadura si se aplica en exceso . En casos extremos, los síntomas pueden incluir convulsiones, calambres musculares, escalofríos, taquicardias entre otros; estas concentraciones se emplean en los aerosoles de pimienta utilizados como arma de autodefensa en algunas partes del mundo.